# DKW RT 200

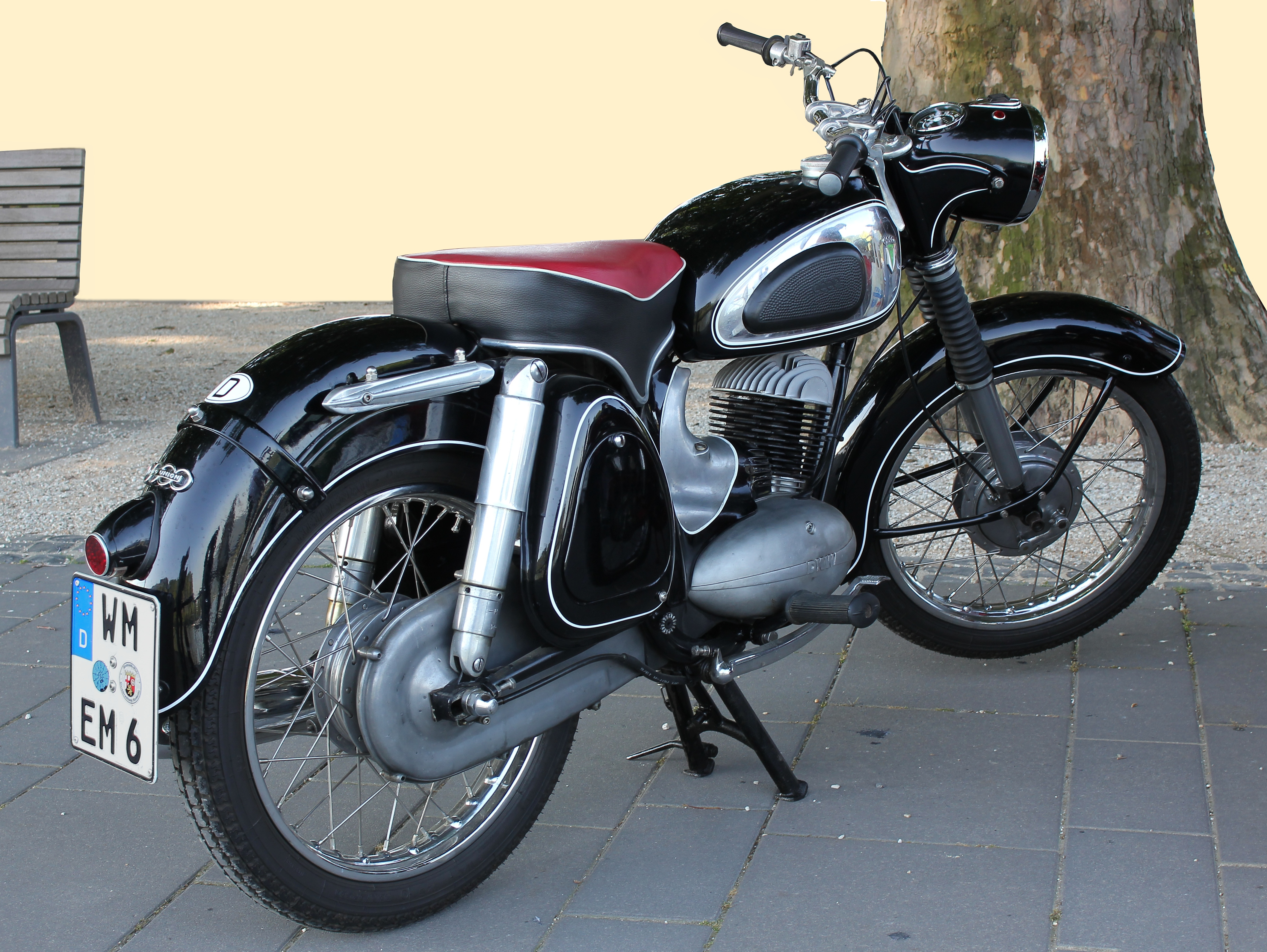

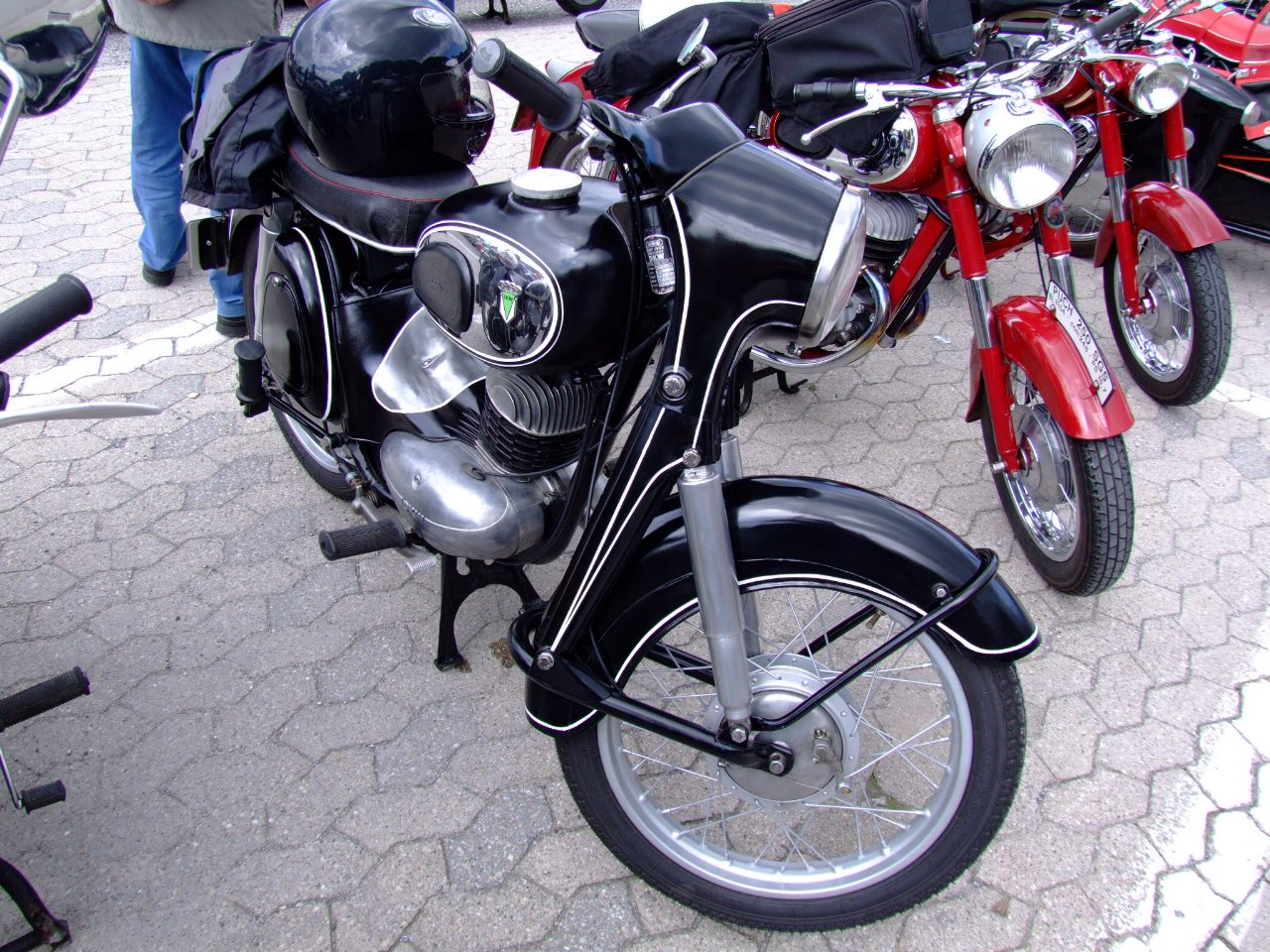
Das Schwestermodell DKW RT 175 VS (1956) mit Vorderradschwinge und Stachelrippenzylinder. Am Chromring ist der Drehknopf zur Leuchtweitenverstellung gut erkennbar.

Die DKW RT 200 ist das erste Motorrad-Modell der Auto Union GmbH, das nach Ende des Zweiten Weltkriegs in der 200-cm³-Hubraumklasse erschienen ist. Neben anderen Motorrädern der Marke DKW baute das Unternehmen zwischen 1951 und 1958 in Ingolstadt fünf RT-Modelle mit Zweitaktmotoren von 200 cm³ Hubraum in einer Gesamtstückzahl über 60.000. Die Abkürzung RT in Verbindung mit dem Markennamen DKW steht für Reichstyp und verweist auf die Verwandtschaft zur restlichen Motorrad-Modellpalette der Auto Union.

## Modellentwicklung
Die 200er-Klasse war in den 1950er-Jahren in Deutschland weiterhin recht beliebt, obwohl es für diese Hubraumgröße keine sachliche und auch keine mit dem Motorsport in Verbindung stehende Rechtfertigung mehr gab: Die Zeiten, in denen 200 cm³ Hubraum die Grenze für Steuer- und Führerscheinfreiheit bedeuteten, lagen bereits 20 Jahre zurück.
Von Februar 1951 bis April 1952 wurde das hinten ungefederte seitenwagentaugliche Modell DKW RT 200 mit einem langhubigen Einzylinder-Zweitaktmotor, Dreiganggetriebe und 19-Zoll-Rädern produziert. Ab Juni 1952 wurde dieser Motor in den Rahmen des Modells RT 250 H mit Geradweg-Hinterradfederung eingebaut und als RT 200 H verkauft. Im Rahmen der Modellpflege stieg Ende 1953 dank einer verbesserten Auspuffanlage die Motorleistung auf 9,7 PS.
Die RT-200-Motoren mit 64 mm Kolbenhub haben gleiche Kurbelwellen und Gehäuse wie die DKW RT 250-Motoren. Eine Besonderheit der Motoren ist die Schränkung der Kurbelwelle (die Achse der Kurbelwelle liegt seitlich versetzt zur Zylindermittenachse), die ein leicht unsymmetrisches Steuerdiagramm zur Folge hat.
Ab Oktober 1954 folgte die leistungsstärkere RT 200/2 mit aus dem Schwestermodell RT 175 abgeleiteten, kurzhubigem Motor, 4-Gang-Getriebe und verbessertem, aber nicht mehr seitenwagentauglichem Fahrwerk. Auch die beiden Nachfolgemodelle waren nicht mehr seitenwagentauglich. Das ab Oktober 1955 angebotene Nachfolgemodell RT 200 S hat den sogenannten „Stachelrippenzylinder“ mit verbesserter Wärmeableitung, 18-Zoll-Räder und eine Hinterradschwinge sowie einen Startvergaser, der ein Tupfen zur Starthilfe überflüssig macht. Genau wie die größere RT 250 war auch die RT 200 ab 1955/56 als RT 200 VS mit Vorderradschwinge und einem verkleideten Lenker mit integriertem Tachometer und Scheinwerfer erhältlich. Die VS hat als Besonderheit eine Scheinwerferumstellung zwischen Solo- und Sozius-Betrieb (bei modernen Pkws als „Leuchtweitenregulierung“ bekannt) und – ein Kuriosum – bei den letzten Exemplaren die aus Gründen optischer Symmetrie neben dem linken hinteren Federbein montierte Stoßdämpferattrappe. Nach Übernahme der DKW-Motorradproduktion durch die im November 1958 gegründete Zweirad Union wurden dort noch einige Exemplare der VS hergestellt.

## Technische Daten
|                        | DKW RT 200                                                | DKW RT 200 H                                                            | DKW RT 200/2                                              | DKW RT 200 S                                              | DKW RT 200 VS                                             |         |
| ---------------------- | --------------------------------------------------------- | ----------------------------------------------------------------------- | --------------------------------------------------------- | --------------------------------------------------------- | --------------------------------------------------------- | ------- |
| Baujahre               | Feb. 1951 bis Apr. 1952                                   | Jun. 1952 bis Nov. 1953                                                 | Sep. 1954 bis Aug. 1955                                   | Okt. 1955 – Okt. 1956                                     | Okt. 1956 – Juli 1958                                     |         |
| Motor                  | fahrtwindgekühlter Einzylinder-Zweitaktmotor, Kickstarter | fahrtwindgekühlter Einzylinder-Zweitaktmotor, Kickstarter               | fahrtwindgekühlter Einzylinder-Zweitaktmotor, Kickstarter | fahrtwindgekühlter Einzylinder-Zweitaktmotor, Kickstarter | fahrtwindgekühlter Einzylinder-Zweitaktmotor, Kickstarter |         |
| Steuerung              | Schlitzsteuerung                                          | Schlitzsteuerung                                                        | Schlitzsteuerung                                          | Schlitzsteuerung                                          | Schlitzsteuerung                                          |         |
| Ladungswechsel         | Umkehrspülung                                             | Umkehrspülung                                                           | Umkehrspülung                                             | Umkehrspülung                                             | Umkehrspülung                                             |         |
| Bohrung × Hub          | 62 × 64 mm                                                | 62 × 64 mm                                                              | 66 × 58 mm                                                | 66 × 58 mm                                                | 66 × 58 mm                                                |         |
| Hubraum                | 191 cm³                                                   | 191 cm³                                                                 | 197 cm³                                                   | 197 cm³                                                   | 197 cm³                                                   |         |
| Verdichtungsverhältnis | 6,3 : 1                                                   | 6,3 : 1                                                                 | 6,3–6,5 : 1                                               | 6,3–6,5 : 1                                               | 6,3–6,5 : 1                                               |         |
| Nennleistung           | 8,5 PS (6,3 kW) bei 4500/min                              | 8,5 PS (6,3 kW) bei 4500/min ab Ende 1953: 9,7 PS (7,1 kW) bei 4500/min | 11 PS (8,1 kW) bei 5000/min                               | 11 PS (8,1 kW) bei 5000/min                               | 11 PS (8,1 kW) bei 5000/min                               |         |
| max. Drehmoment        | 1,5 kpm (14,7 Nm) bei 3300/min                            | 1,5 kpm (14,7 Nm) bei 3300/min                                          | 1,5 kpm (14,7 Nm) bei 3500/min                            | 1,7 kpm (16,7 Nm)                                         | 1,7 kpm (16,7 Nm)                                         |         |
| Gemischaufbereitung    | Bing-Schrägdüsen-Vergaser                                 | Bing-Schrägdüsen-Vergaser                                               | Bing-Schrägdüsen-Vergaser                                 | Bing-Schrägdüsen-Vergaser                                 | Bing-Schrägdüsen-Vergaser                                 |         |
| Schmierung             | Zweitaktgemisch 1 : 25                                    | Zweitaktgemisch 1 : 25                                                  | Zweitaktgemisch 1 : 25                                    | Zweitaktgemisch 1 : 25                                    | Zweitaktgemisch 1 : 25                                    |         |
| Zündung                | Batteriezündung, kontaktgesteuert                         | Batteriezündung, kontaktgesteuert                                       | Batteriezündung, kontaktgesteuert                         | Batteriezündung, kontaktgesteuert                         | Batteriezündung, kontaktgesteuert                         |         |
| Lichtmaschine          | 6 V – 45/60 W                                             | 6 V – 45/60 W                                                           | 6 V – 45/60 W                                             | 6 V – 45/60 W                                             | 6 V – 45/60 W                                             |         |
| Bordspannung           | 6 V                                                       | 6 V                                                                     | 6 V                                                       | 6 V                                                       | 6 V                                                       |         |
| Kupplung               | Mehrscheibenkupplung im Ölbad, mechanisch betätigt        | Mehrscheibenkupplung im Ölbad, mechanisch betätigt                      | Mehrscheibenkupplung im Ölbad, mechanisch betätigt        | Mehrscheibenkupplung im Ölbad, mechanisch betätigt        | Mehrscheibenkupplung im Ölbad, mechanisch betätigt        |         |
| Getriebe               | 3-Gang                                                    | 3-Gang                                                                  | 4-Gang                                                    | 4-Gang                                                    | 4-Gang                                                    |         |
| Sekundärübersetzung    | 1 : 2,94                                                  | 1 : 2,94                                                                | 1 : 2,94                                                  | 1 : 2,94                                                  | 1 : 2,94                                                  |         |
| Endantrieb             | Rollenkette                                               | Rollenkette                                                             | Rollenkette                                               | Rollenkette                                               | Rollenkette                                               |         |
| Rahmen                 | geschlossener Stahlrohrrahmen                             | geschlossener Stahlrohrrahmen                                           | geschlossener Stahlrohrrahmen                             | geschlossener Stahlrohrrahmen                             | geschlossener Stahlrohrrahmen                             |         |
| Maße (L × B × H)       | 2080 × 960 × 680 mm                                       | 2080 × 960 × 680 mm                                                     | 2000 × 942 × 660 mm                                       | 1975 × 950 × 660 mm                                       | 1975 × 955 × 660 mm                                       |         |
| Radstand               | 1350 mm                                                   | 1350 mm                                                                 | 1280 mm                                                   | 1278 mm                                                   | 1278 mm                                                   |         |
| Sitzhöhe               | 730 mm                                                    | 730 mm                                                                  | 732 mm                                                    | 725 mm                                                    | 725 mm                                                    |         |
| Radaufhängung vorn     | Teleskopgabel, pneumatisch gedämpft, 140 mm Federweg      | Teleskopgabel, pneumatisch gedämpft, 140 mm Federweg                    | Teleskopgabel, pneumatisch gedämpft, 140 mm Federweg      | Teleskopgabel, pneumatisch gedämpft, 140 mm Federweg      | geschobene Langarmschwinge, hydraulisch gedämpft          |         |
| Radaufhängung hinten   | Starrrahmen                                               | Teleskop- Geradwegfederung, 40 mm Federweg                              | Teleskop- Geradwegfederung, 40 mm Federweg                | Langarmschwinge, hydraulisch gedämpft, 95 mm Federweg     | Langarmschwinge, hydraulisch gedämpft, 95 mm Federweg     |         |
| Bereifung vorn         | 3.00–19″                                                  | 3.00–19″                                                                | 3.00–19″                                                  | 3.00–18″                                                  | 3.00–18″                                                  |         |
| Bereifung hinten       | 3.00–19″                                                  | 3.00–19″                                                                | 3.00–19″                                                  | 3.00–18″                                                  | 3.00–18″                                                  |         |
| Bremse vorn            | Vollnabenbremse, Ø 160 mm                                 | Vollnabenbremse, Ø 160 mm                                               | Vollnabenbremse, Ø 150 mm                                 | Vollnabenbremse, Ø 150 mm                                 | Vollnabenbremse, Ø 150 mm                                 |         |
| Bremse hinten          | Vollnabenbremse, Ø 160 mm                                 | Vollnabenbremse, Ø 160 mm                                               | Vollnabenbremse, Ø 150 mm                                 | Vollnabenbremse, Ø 150 mm                                 | Vollnabenbremse, Ø 150 mm                                 |         |
| Leergewicht            | 116 kg                                                    | 116 kg                                                                  | 124 kg                                                    | 131 kg                                                    | 131 kg                                                    |         |
| zul. Gesamtgewicht     | 283 kg                                                    | 283 kg                                                                  | 272 kg                                                    | 281 kg                                                    | 281 kg                                                    |         |
| Tankinhalt             | 13 l (Reserve: 1,5 l)                                     | 13 l (Reserve: 1,5 l)                                                   | 13 l (Reserve: 2 l)                                       | 15 Liter (Reserve: 2,6 l)                                 | 15 Liter (Reserve: 2,6 l)                                 |         |
| Höchstgeschwindigkeit  | 92 km/h                                                   | 92 km/h                                                                 | 94 km/h                                                   | 98 km/h                                                   | 98 km/h                                                   | 98 km/h |
| Normverbrauch          | 2,4 l/100 km                                              | 2,4 l/100 km                                                            | 2,8 l/100 km                                              | 2,8 l/100 km                                              | 2,8 l/100 km                                              |         |
| Stückzahl              | 19.240                                                    | 28.797                                                                  | 15.689                                                    | 5.938                                                     | 5.389                                                     |         |